# 鹿落観音堂
鹿落観音堂（ししおちかんのんどう）は、宮城県仙台市太白区にある観音堂。経ヶ峯の東端に位置し、鹿落坂上に入口がある。仙台三十三観音霊場第33番札所。

## 名称
1. 経部山 大蔵寺 観音堂
2. 鹿落観音堂[1]
3. うどんげ観音[2]
4. 越路観音[3]

正式名称は1.の「経部山大蔵寺観音堂」とされることがしばしば見られるが、既に大蔵寺は廃寺（統合）となっており、現在、当堂を管理する昌傳庵が2.の「鹿落観音堂」と呼んでいる。3.は庶民の通称。4.は当堂の住所が1966年（昭和41年）の住居表示実施前は仙台市越路路地丁だったことに因む。

## 歴史
慶長2年（1597年）、荒町昌傳庵10世の嶽扇宗悦が開山し、青葉ヶ崎に建立されたが、伊達政宗の入府にともない仙台城が築城されることになり、経ヶ峯に移転。政宗の死後、その遺骸は経ヶ峯に埋葬され、瑞鳳殿となった。2代藩主忠宗も万治元年（1658年）に死去すると同地に埋葬されることとなり、現在地に移転した。かつては曹洞宗寺院である経部山大蔵寺が別当寺として奉仕していたが、1889年（明治22年）に大蔵寺が荒町の昌傳庵に統合されたために、現在は昌傳庵の管理下に置かれる。本尊の聖観音は慈覚大師の作と伝えられ、記録によると青葉ヶ崎で仏道を広めた満海上人の護持仏とされている。